# Marco Balzano

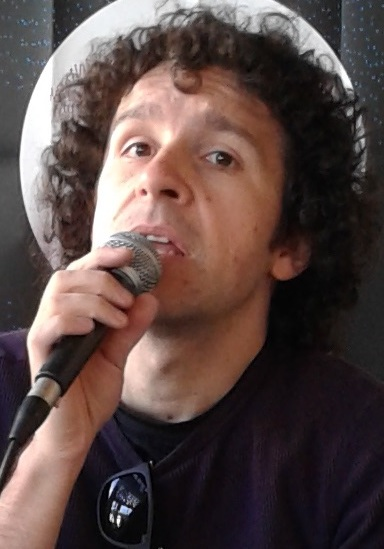
Marco Balzano (2019)

Marco Balzano (* 6. Juni 1978 in Mailand) ist ein italienischer Schriftsteller und Dozent.

## Biografie
Marco Balzano wurde in Mailand geboren, wo er als Literaturlehrer arbeitet. Er ist verheiratet und hat zwei Kinder.
Er promovierte mit einer Arbeit über Giacomo Leopardi und erhielt den Preis des Centro Nazionale di Studi Leopardiani. 2007 debütierte er mit der Gedichtsammlung Particolari in controsenso (Hrsg. Lieto Colle). Er hat in verschiedenen Fachzeitschriften veröffentlicht (u. a.: Rivista di storia della filosofia, Rivista pascoliana, Lettere italiane, Giornale storico della letteratura italiana) und Artikel und Aufsätze über u. a. Leopardi, Giuseppe Gioachino Belli und Giovanni Pascoli publiziert.
Im Jahr 2010 veröffentlichte er seinen ersten Roman, Damals, am Meer (ital. Il figlio del figlio) (Avagliano). Das Buch wurde 2011 ins Deutsche übersetzt.
Im Jahr 2014 gewann er mit Das Leben wartet nicht (ital. Pronti a tutte le partenze) (Sellerio) den Flaiano-Preis[1] für Belletristik. Das Buch wurde 2015 ins Französische übersetzt.
Im darauffolgenden Jahr veröffentlichte er, wiederum bei Sellerio, seinen dritten Roman, Wenn ich wiederkomme (ital. L'ultimo arrivato), mit dem er 2015 den Premio Campiello gewann. Der Roman wurde ins Französische, Deutsche, Niederländische und Spanische übersetzt.
Im Jahr 2016 veröffentlichte Sellerio seinen Debütroman neu und der Autor nahm L'ultimo arrivato für Emons Audiolibri auf.
Anlässlich des fünfundzwanzigsten Todestages von Paolo Borsellino gaben er und Gianni Biondillo 2017 die Kurzgeschichtensammlung L'agenda ritrovata heraus. Sette racconti per Paolo Borsellino, veröffentlicht von Feltrinelli.
2018 wechselte er den Verlag und veröffentlichte Resto qui, seinen vierten Roman, bei Einaudi; das Buch belegte den zweiten Platz beim Premio Strega und gewann zahlreiche Preise, darunter den Premio Mario Rigoni Stern und den Premio Bagutta. Das Buch wurde ins Französische übersetzt, wo es 2019 als Je reste ici den Prix Méditerranée Étranger gewann, ins Deutsche ("Ich bleibe hier"), wo es in wenigen Monaten hunderttausend Mal verkauft wurde, und in achtundzwanzig weitere Länder. Die Schauspielerin Viola Graziosi nimmt das Hörbuch des Romans für Audible auf.
Im Jahr 2019 veröffentlichte er Le parole sono importanti, ein populäres Essay über die Etymologie und Geschichte der Wörter, in dem der Autor zehn häufig verwendete Wörter analysiert, die von Politik, Werbung und Medien verändert oder vereinfacht werden. Er war häufig zu Gast in der Sendung Miracolo italiano auf Radio 2 mit einer Kolumne, die den Titel des Buches trug.
Im selben Jahr moderierte Balzano die Fernsehsendung Prof – La scuola siamo noi, die auf La EFFE ausgestrahlt wurde und in der der Autor acht Lehrerinnen und Lehrer der öffentlichen Schulen interviewte, die neue pädagogische Konzepte und neue Formen des Schulbetriebs eingeführt hatten.
Im Jahr 2021 erschien sein fünfter Roman, Quando tornerò, bei Einaudi. Im selben Jahr nahm der Autor für Audible La storia delle storie auf. Le avventure della parola (Die Abenteuer des Wortes), ein Podcast in zehn Episoden, in dem er zusammen mit verschiedenen Gästen erzählt, wie sich Worte und Erzählungen im Laufe der Jahrhunderte verändert haben, von der Welt der Mündlichkeit zur Welt der Schrift, vom Papier zum Bildschirm. Das Programm wurde von Balzano zusammen mit Andrea Piana geschrieben und wird von Federica Fracassi gelesen. Als Testimonial für die neue Ausgabe des einsprachigen Wörterbuchs Lo Zingarelli, das von Zanichelli herausgegeben wird, schreibt er die Definition des Autors von 50 Stichwörtern, deren Bedeutung sich im Laufe der Jahre verändert hat.
Er arbeitet mit den Kulturseiten des Corriere della Sera zusammen und unterrichtet Schreiben an der Schule Belleville in Mailand.

## Werke auf Deutsch
- Damals, am Meer (2011), Kunstmann, ISBN 978-3888977268
- Das Leben wartet nicht (2017), Diogenes, ISBN 978-3257069839
- Ich bleibe hier (2020), Diogenes, ISBN 978-3257071214
- Wenn ich wiederkomme (2021), Diogenes, ISBN 978-3257071702
- Café Royal (2024), Diogenes, ISBN 978-3-257-07302-7

| Personendaten    | Personendaten                           |
| ---------------- | --------------------------------------- |
| NAME             | Balzano, Marco                          |
| KURZBESCHREIBUNG | italienischer Schriftsteller und Dozent |
| GEBURTSDATUM     | 6. Juni 1978                            |
| GEBURTSORT       | Mailand                                 |